# Писарева, Лариса Викторовна
Лариса Викторовна Писарева (Чаусова) (11 января 1934, Ленинград, РСФСР, СССР) — советская гребчиха, двукратная чемпионка Европы на парной четверке (1954, 1959). Четырехкратная чемпионка СССР (1953, 1954, 1955, 1961). Заслуженный тренер РСФСР по академической гребле.

## Биография
Тренер — Кирилл Путырский. Окончила ГДОИФК. С 1965 по 1986 год работала тренером в ДСО «Динамо». Подготовила олимпийского чемпиона Геннадия Коршикова. В 1987—1988 годах работала тренером в Болгарии. С 1989 — на кафедре гребного спорта в ГДОИФК.
Награждена медалью «За трудовую доблесть».